# Jerry Ross (Komponist)
Jerry Ross, eigentlich Jerold Rosenberg, (* 9. März 1926 in New York; † 11. November 1955 ebenda) war ein US-amerikanischer Komponist und Liedtexter russisch-jüdischer Abstammung.

## Leben
Jerry Ross wuchs in ärmlichen Verhältnissen auf. Als er sich im Alter von zehn Jahren bei einer jüdischen Theatertruppe am Bronx Art Theatre bewarb und gleich engagiert wurde, hegte er den Wunsch, irgendwann einmal ein großer Schauspieler zu werden. Bald zeigte sich auch, dass der Junge musikalisch außerordentlich begabt war. Seine ersten Kompositionen entstanden bereits während seiner Schulzeit. Nach dem Abitur belegte er das Fach Komposition an der New York University.
Wegweisend für Ross’ Karriere war die Bekanntschaft und spätere Freundschaft mit dem drei Jahre älteren Richard Adler sowie dem Komponisten und Verleger Frank Loesser. Letzterer erkannte, welche Talente in den beiden jungen Männern schlummerten, und förderte sie, so gut er konnte. Fortan komponierten und texteten Ross und Adler gemeinsam. Im Jahr 1953 hatten sie mit dem Song Rags to Riches ihren ersten großen Hit. Den ganz großen Durchbruch aber erzielte das Komponisten- und Autorengespann 1954 mit seinem ersten Musical The Pajama Game, das in seiner ersten Spielzeit am Broadway auf 1063 Vorstellungen kam und gleich mehrere Tony Awards einheimste. Das Stück lief immer noch erfolgreich, als Ross und Adler ihren sensationellen Erfolg bereits ein Jahr später mit ihrem zweiten Musical Damn Yankees wiederholen konnten. Damit endete aber schon beider Zusammenarbeit, denn Ross erkrankte schwer und starb im Alter von 29 Jahren an einer Lungenentzündung.
1982 wurde Jerry Ross postum in die Songwriters Hall of Fame aufgenommen.